# Лямина, Мария Егоровна
Мари́я Его́ровна Ля́мина (8 мая 1915, Дмитровский уезд, Московская губерния — неизвестно) — звеньевая колхоза «Борец» Дмитровского района Московской области. Герой Социалистического Труда (1949).

## Биография
Мария Лямина родилась 8 мая 1915 года на территории современного Дмитровского района Московской области. По национальности русская.
С созданием местного колхоза «Борец» в конце 1920-х годов Лямина работала в полеводческой бригаде, затем стала главой звена по выращиванию овощей и зерновых культур.
По итогам работы в 1947 году М. Е. Лямина была награждена орденом Трудового Красного Знамени, а в 1948 году её звено получило урожай картофеля в размере 540 центнеров с гектара на площади 3 гектара.
Указом Президиума Верховного Совета СССР от 4 марта 1949 года звеньевой Марии Егоровне Ляминой было присвоено звание Героя Социалистического Труда с вручением ордена Ленина и золотой медали «Серп и Молот» за получение высокого урожая картофеля в 1948 году. Этим же указом высокого звания были удостоены председатель колхоза Фёдор Алексеевич Бурмистров и её бригадир Михаил Иванович Бобков.
В 1949 году журнал «Огонёк» посвятил две страницы семерым героям-колхозникам и их товарищам. Во главе золотой семерки был бессменный председатель колхоза Фёдор Алексеевич Бурмистров, бригадиры Пётр Владимирович Гудков, Михаил Иванович Бобков, звеньевые полеводы Александра Павловна Шишкина, Мария Егоровна Лямина, Антонина Никитична Гудкова, Варвара Артемьевна Гудкова. Тогда многие колхозники были награждены орденами и медалями Родины.
Награждена двумя орденами Ленина (19 февраля 1948, 4 марта 1949), медалями, в том числе «За трудовую доблесть» (9 июня 1950).
Похоронена на кладбище в селе Батюшково.

## Награды
- Герой Социалистического Труда — указом Президиума Верховного Совета СССР от 4 марта 1949 года;
- Орден Ленина и медаль «Серп и Молот» — дважды (19 февраля 1948, 4 марта 1949);
- Медаль «За трудовую доблесть» (9 июня 1950).